# Käte Merk
Käte Merk (* 15. Juli 1911 in München; † 1997 ebenda) war eine deutsche Schauspielerin.
Sie besuchte nach dem Lyzeum eine Schauspielschule und spielte ab 1936 in Berlin am Rose-Theater und am Kleinen Theater. Gleichzeitig wirkte sie beim Film in mehreren Nebenrollen mit. Nach dem Krieg gab sie Gastspiele in Bamberg und beim Bayerischen Staatstheater in München. Nach ihrer Filmkarriere betrieb sie ein Fotogeschäft in München. Bestattet wurde sie 1997 auf dem Friedhof von Bad Kohlgrub.

## Filmografie
- 1934: Die Frauen vom Tannhof
- 1935: Er weiß was er will
- 1936: Die Leute mit dem Sonnenstich
- 1936: Donner, Blitz und Sonnenschein
- 1937: Das Schweigen im Walde
- 1938: Roman eines Arztes
- 1938: Kleines Bezirksgericht
- 1939: Der ewige Quell
- 1940: Weltrekord im Seitensprung
- 1940: Die Geierwally
- 1941: Der laufende Berg
- 1943: Lascia cantare il cuore
- 1943: …und die Musik spielt dazu
- 1943: Großstadtmelodie
- 1943/47: Jugendliebe
- 1945: Wir seh’n uns wieder